# Helarctos malayanus
O urso-malaio (Helarctos malayanus), também conhecido como urso-do-sol ou  urso-dos-coqueiros, é uma espécie de mamífero carnívoro da família dos ursos que habita as florestas tropicais do Sudeste asiático. É classificada como vulnerável pela União Internacional para a Conservação da Natureza (UICN), uma vez que o desmatamento em larga escala que ocorreu no sudeste asiático nas ultimas três décadas reduziu drasticamente o habitat adequado para o urso malaio. Acredita-se que a população global diminui mais de 30% nos últimos trinta anos.

## Características

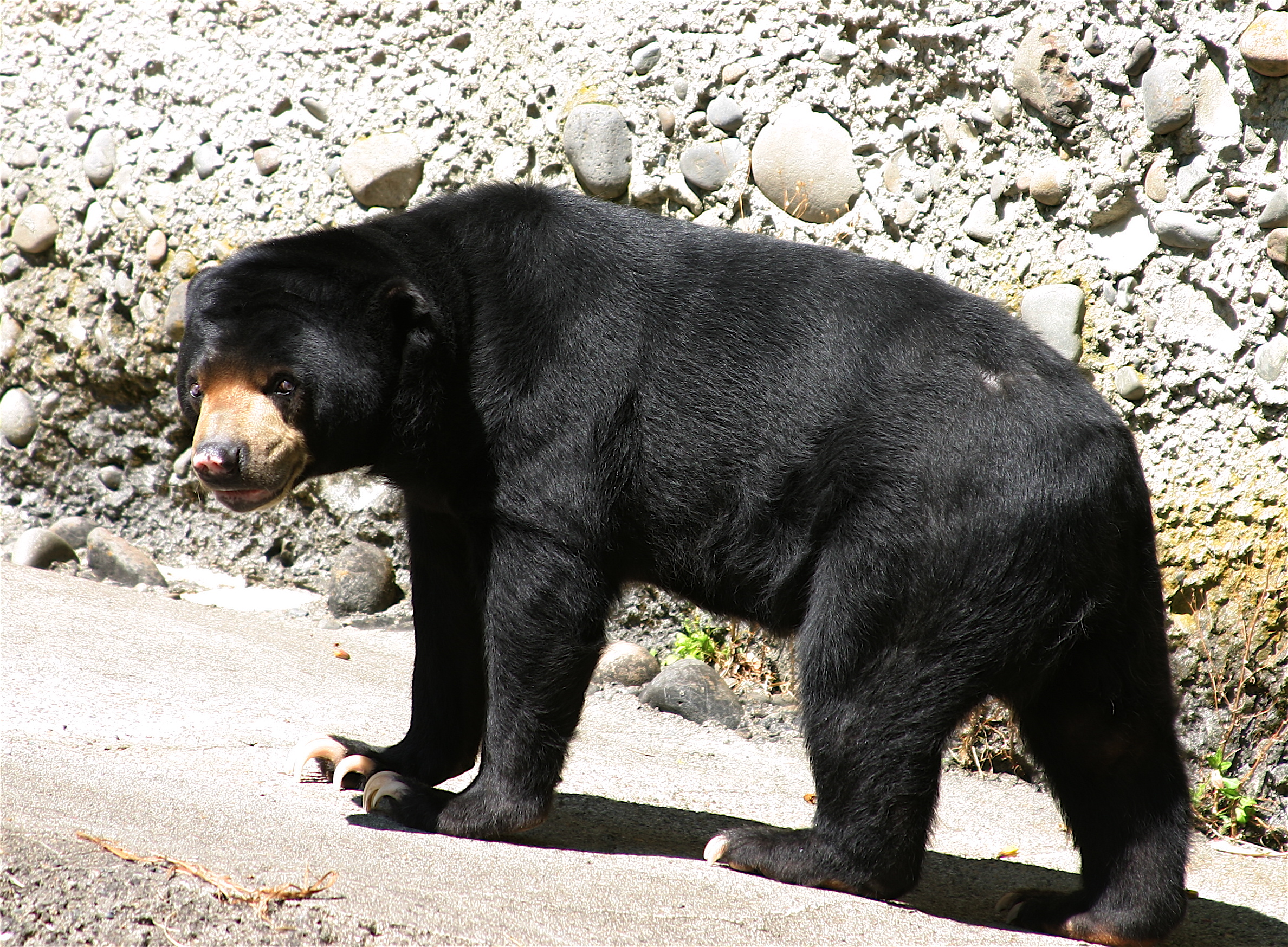
urso-malaio

O urso malaio geralmente possui uma pelagem curta, lustrosa e de cor negra, mas que pode ser avermelhada ou até mesmo cinza, os animais da espécie também possui uma mancha clara no peito e na face. A sua língua é comprida e pode ter até 25 cm de comprimento. Suas orelhas são pequenas e redondas, largas na base e se movimentam muito pouco. As suas pernas da frente são curvadas para dentro e as garras são grandes e em forma de foice. 
É a menor espécie de urso. Os adultos tem cerca de 1,20 a 1,50 m de comprimento e pesam entre 27 e 80 kg. Os machos são de 10 a 20% maiores que as fêmeas. O focinho é curto e de cor rosa claro e na maioria dos casos a área branca se estende por cima dos olhos. Suas patas são grandes e suas almofadas são nuas, característica que acredita-se ser uma adaptação para escalar árvores. A cauda é pequena e tem entre 30 a 70 mm de comprimento. 
Durante a alimentação, o urso malaio pode prolongar sua linguá a até 20 ou 25 cm de comprimento para extrair insetos e mel. Tem caninos excepcionalmente grandes, e possui uma força de mordida poderosa com relação ao tamanho do corpo, e pode estar relacionada com o fato desses animais muito comumente abrir cascas de arvores com os dentes, para poder apanhar larvas e mel. A cabeça é grande, larga e pesada em proporção ao corpo, e o palato é largo em proporção ao cranio.

## Distribuição e habitat
O urso malaio é encontrado nas florestas tropicais do sudeste asiático que vão desde o nordeste da índia, Bangladesh, Myanmar, Tailândia, península malásia, laos, Camboja, Vietnã, sul da província de yunnan na China e nas ilhas de sumatra e Bornéu na indonésia. Eles agora ocorrem de forma muito irregular em grande parte de sua faixa anterior, e foram extintos em muitas áreas de sua ocorrência original, especialmente no sudeste da asia continental. A sua distribuição atual no leste no Myanmar e na maior parte de yunnan é desconhecida. 

## Comportamento social e reprodução
Como ursos do sol ocorrem em regiões tropicais, onde o alimento está disponível durante todo o ano, eles não hibernam. Com exceção das fêmeas com seus filhotes, os ursos malaios são geralmente solitários e possuem hábitos principalmente diurnos,mas alguns são ativos durante a noite por curtos período de tempo. Os locais de descanso são principalmente troncos ocos caídos, mas também descansam em cima de arvores.
Em cativeiro, eles possuem um comportamento social, e dormem principalmente durante o dia. Os ursos malaios também são conhecidos como animais muito ferozes quando surpreendidos na floresta.

As fêmeas são relatadas acasalando com três anos de idade. Durante a época de acasalamento, o urso malaio mostra comportamentos de luta simulada e balançam repetidamente a cabeça de um lado para o outro. A gestação dura aproximadamente 95 a 174 dias. As ninhadas consistem em aproximadamente um ou dois filhotes que nascem cegos, desprovidos de pelos e pesando entre 280 e 325 g cada, inicialmente eles são totalmente dependentes de suas mães e são amamentados até os 18 meses de idade. Por volta dos 1 ou 3 meses os filhotes já podem correr,brincar e acompanhar a mãe em seus deslocamentos. Eles atingem a maturidade sexual por volta dos 3 ou 4 anos e podem viver por até 30 anos em cativeiro.